# پوهه‌یروی
پوهَه‌یَروی (به فنلاندی: Pyhäjärvi) یک شهرک در فنلاند است که در اوستروبوتنیای شمالی واقع شده‌است. این شهرک در سال ۲۰۱۷ میلادی ۵٬۳۵۸ نفر جمعیت داشته‌است.